# Elisabeth Nilsson
Marie Elisabeth Nilsson, född 30 september 1953 i Töre församling, är en svensk ämbetsman och företagsledare. Hon var landshövding i Östergötlands län 2010–2018.

## Biografi
Nilsson är uppvuxen utanför Kalix och gick naturvetenskaplig linje på gymnasiet där. Hon är utbildad bergsingenjör (civilingenjör i geoteknologi 1976) vid dåvarande Luleå tekniska högskola och har gjort karriär vid stålföretaget SSAB där hon har arbetat vid SSAB Tunnplåt i Luleå, varit VD för SSAB Merox, och produktionschef med ansvar för Metallurgi-enheten vid SSAB Oxelösund där hon också ingick i företagsledningen. 
Nilsson utsågs 2005 till VD för Jernkontoret. Hon utsågs den 11 mars 2010 av regeringen till landshövding i Östergötlands län med förordnande från den 7 juni 2010. I egenskap av landshövding var hon ordförande för Övralidsstiftelsen, Tåkernfonden, Risbergska donationsfonden och Linköpings slotts- och domkyrkomuseum. Hon avgick som landshövding den 31 augusti 2018. Hon var särskild utredare för utredningen Näringslivets roll inom totalförsvaret samt försörjningstrygghet i fråga om försvarsmateriel. 
Hon har varit ledamot av styrelserna för Sjöfartsverket, Sveaskog, Outokumpu  och Euromaint, EKN, ordförande för KK-stiftelsen 2019-2025 samt ledamot i Globaliseringsrådet.
Nilsson var  ordförande för Göta kanalbolag 2011-2020. Hon är ledamot i styrelserna för Boliden,  Tekniska  museet och 2014–2020 ledamot av Skandias fullmäktige. Hon valdes 2018 till ordförande för Allmänna försvarsföreningen och var det till 2024.  Fr.o.m. 1 juli 2019 till 2025 var hon styrelseordförande för Stiftelsen för kunskaps- och kompetensutveckling, KK-stiftelsen. Hon var ordförande för forsknings- och innovationsprogrammet Triple F, Fossile Free  Freight. Hon utsågs till ordförande from 1 januari 2020 för Scandinavian Japan Sasakawa foundation. Hon är från 1 januari ordförande för Vadstena-akademien. Hon var ordförande för föreningen Sörmlandsleden februari 2020 - mars 2024.
Nilsson var ordförande för IVA-projektet Vägval för klimatet, vilket avslutades i februari 2020.
Nilsson har varit särskild utredare på regeringens uppdrag. De senaste rörde gårdsförsäljning av alkoholhaltiga dricker samt Stärkt konkurrenskraft i Livsmedelsproduktionen.
Nilsson är ledamot i direktionen för Hanaholmen, som är ett kulturcentrum för Sverige och Finland. Hon är ledamot i styrelsen för  samarbetsfonden Sverige- Estland.
Elisabeth Nilsson är gift med Arne Andersson och bor i Nyköping.

## Utmärkelser
- H. M. Konungens medalj i guld av 12:e storleken i Serafimerordens band (Kon:sGM12mserafb, 2020) för framstående insatser inom svenskt organisations- och näringsliv[6]
- Linköpings universitets förtjänstmedalj i guld (LiUGM, 2018)
- Ledamot av Kungl. Ingenjörsvetenskapsakademien (LIVA, 2007)
- Teknologie hedersdoktor vid Luleå tekniska universitet (Tekn. Dr. h.c., 2016)[7]
- Jernkontorets stora guldmedalj
- Priset Stålbjörnen ur Stiftelsen Björn Wahlströms fond
- Anisbrödet av Norrbottensakademien